# 油麻地駅
油麻地駅（ゆまちえき）は香港九龍油尖旺区にある、港鉄（MTR）の駅である。観塘線と荃湾線の2路線が乗り入れる。

## 歴史
- 1979年12月22日 - 開業。
- 1985年5月31日 - 英語名を「Waterloo」から「Yau Ma Tei」に改称。
- 2015年8月17日 - 改札階-ホーム間エレベーターの取り替えに伴い、エレベーター使用停止。
- 2016年
  - 4月23日 - 改札階-ホーム間エレベータ使用再開。[1][2]
  - 10月23日 - 観塘線が何文田・黄埔方面に延伸開業。

## 駅構造
彌敦道（ネイザンロード）直下に位置し、地下1階がコンコース、地下2階が荃湾線のホーム、地下3階が観塘線のホームとなっている。ホームは地下2階（荃湾線）・地下3階（観塘線）共に島式1面2線構造で、ホームドア完備。

### 駅階層
| G 地面        | -                              | 出口                                   |
| L1 コンコース | コンコース                     | サービスセンター、駅商店、自動サービス |
| L2 ホーム     | ❶番線                          | →■荃湾線荃湾方面→                      |
| L2 ホーム     | 島式ホーム、右側のドアが開く。 |                                        |
| L2 ホーム     | ❷番線                          | ←■荃湾線中環方面                       |
| L3 ホーム     | ❹番線                          | ←■観塘線黄埔方面                       |
| L3 ホーム     | 島式ホーム、左側のドアが開く。 |                                        |
| L3 ホーム     | ❸番線                          | →■観塘線調景嶺方面→                    |

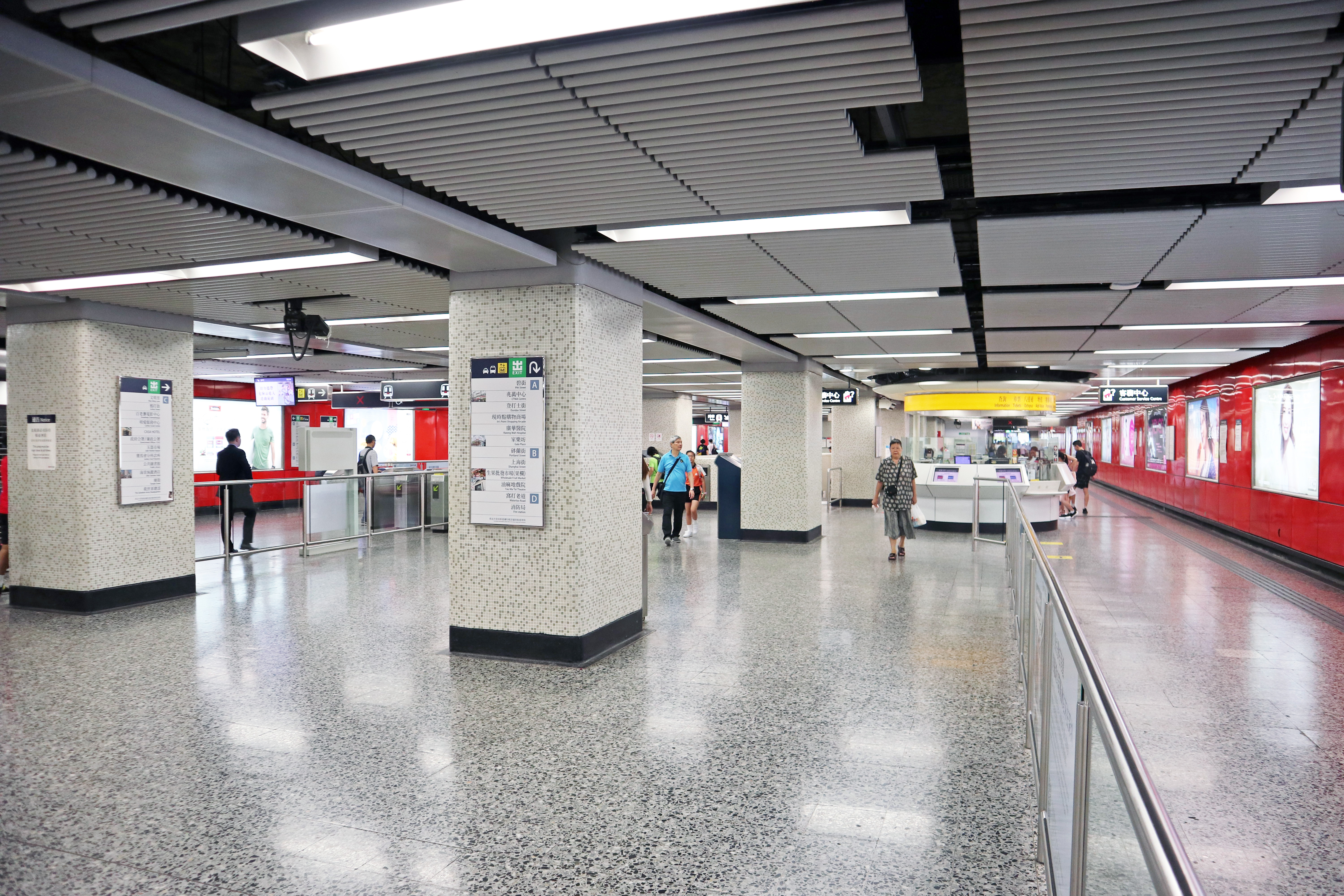
地下1階・改札階コンコース
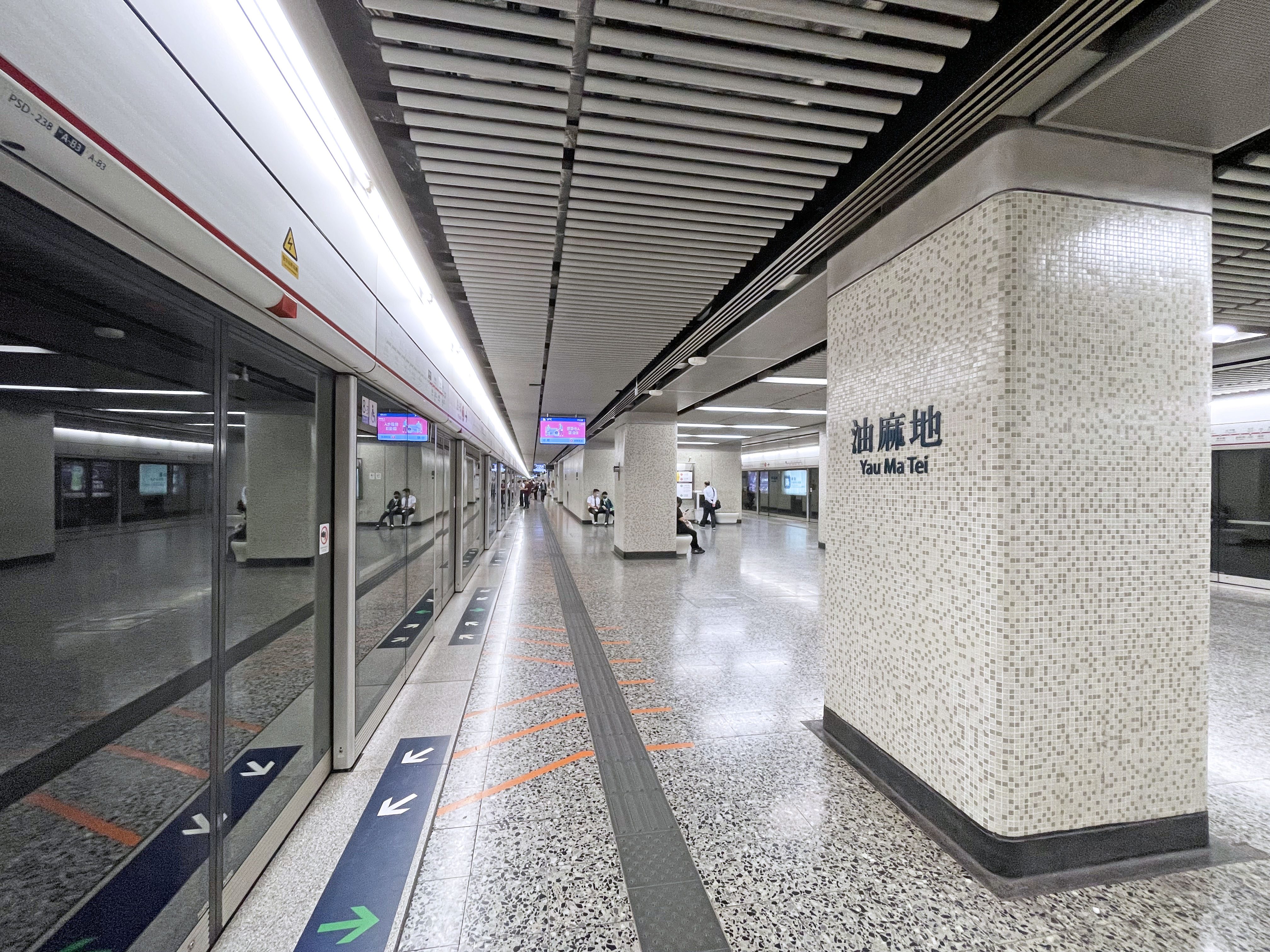
地下2階・荃湾線ホーム
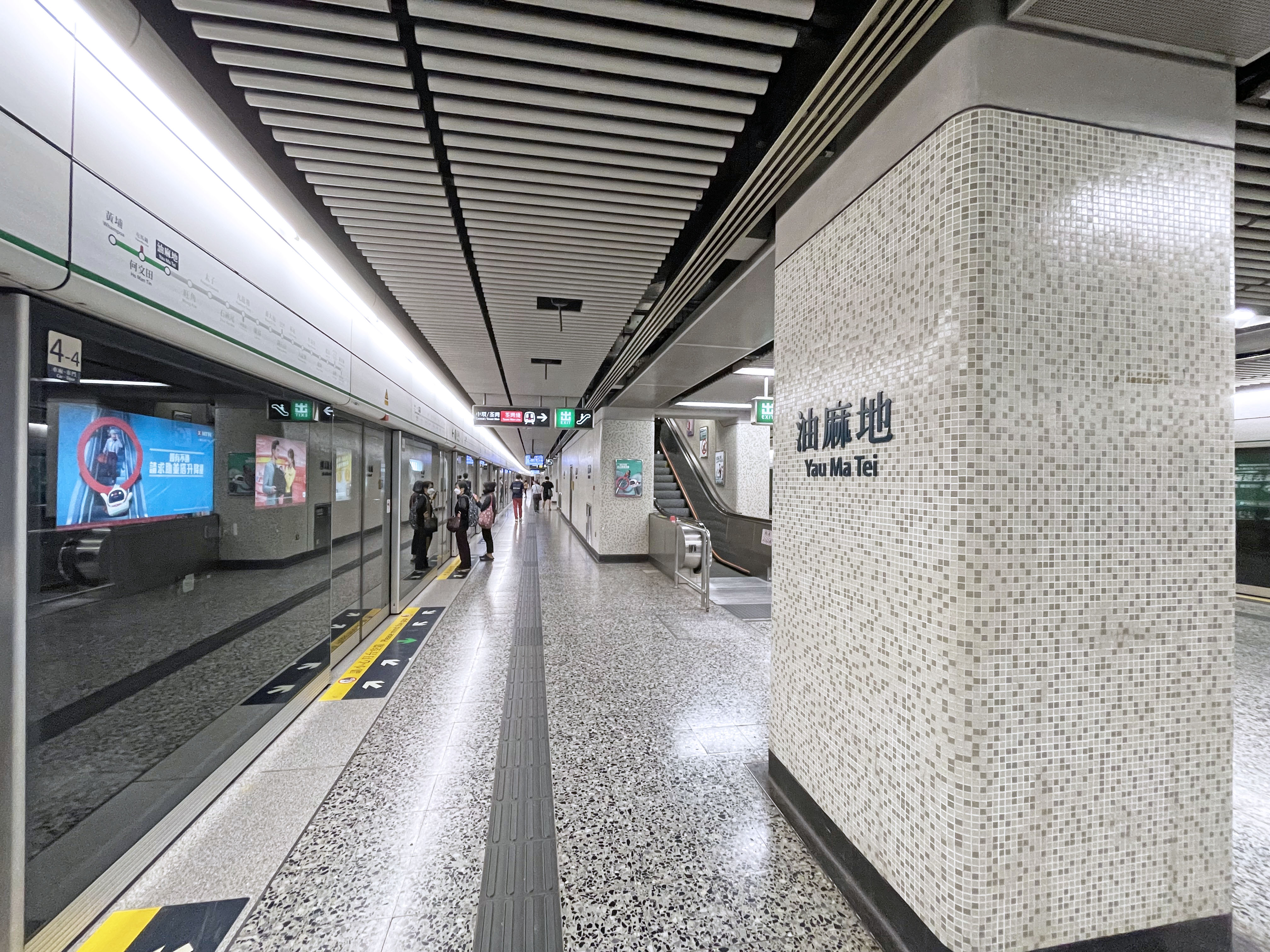
地下3階・観塘線ホーム

### 駅構内テナント・サービス
| 駅商店 - セブン-イレブン - OK便利店 - 美心西餅 - 栄華 - SiO2 World 晶飾 - 佐丹奴 - Lady Story - 東成漫畫網絡遊戲 - 盈健堂 - ML House - 大班麺包西餅 - 東海堂 | 自動サービス - 恒生銀行ATM - 中国銀行（香港）ATM - AEONATM - 渣打銀行ATM - 自動販売機 - 自動照相機 |

### 出口
| 出口番号                                  | 出口表示               | 目的地 |
| ----------------------------------------- | ---------------------- | --- |
| 出口 · A · 1                              | 碧街                   | 登打士街、富運商業中心、銀座広場、九龍行、欧美広場、碧街、砵蘭街、東南商業中心 |
| 出口 · A · 2                              | 碧街                   | 香港中華基督教青年会、兆万中心、登打士街、家楽坊、広華医院、羅裕積小学、柏裕商業中心、碧街、信和中心、城景国際、香港中華基督教女青年会                                                   |
| 出口 · B · 1                              | 砵蘭街                 | 美廸宁広场(MK1超級數碼広场)、彌敦道、窩打老道 |
| 出口 · B · 2                              | 砵蘭街                 | 富栄花園、理大香港專上学院、砵蘭街、新填地街、上海街、窩打老道、生果批発市場、油蔴地天主教小学（海泓道）、油麻地戲院                                                                     |
| 出口 · C                                  | 文明里                 | 百老匯電影中心、明愛服務中心、九龍政府合署、海景丝丽酒店、入境事務處、玉器市場、油麻地街市、文明里、救世軍総部、廟街                                                                     |
| 出口 · D                                  | ウォータールー・ロード | 香港中華基督教青年会九龍会所、香港基督教女青年会－九龍会所、信義中学、九龍維景酒店、香港培正小学、香港培正中学、信義会真理堂、真光女書院、窩打老道、九龍華仁書院、青年会、楊震社会服務處 |
| 注： 設有失明人士引導徑 \| 設有輪椅升降台 |                        | |

## 駅周辺

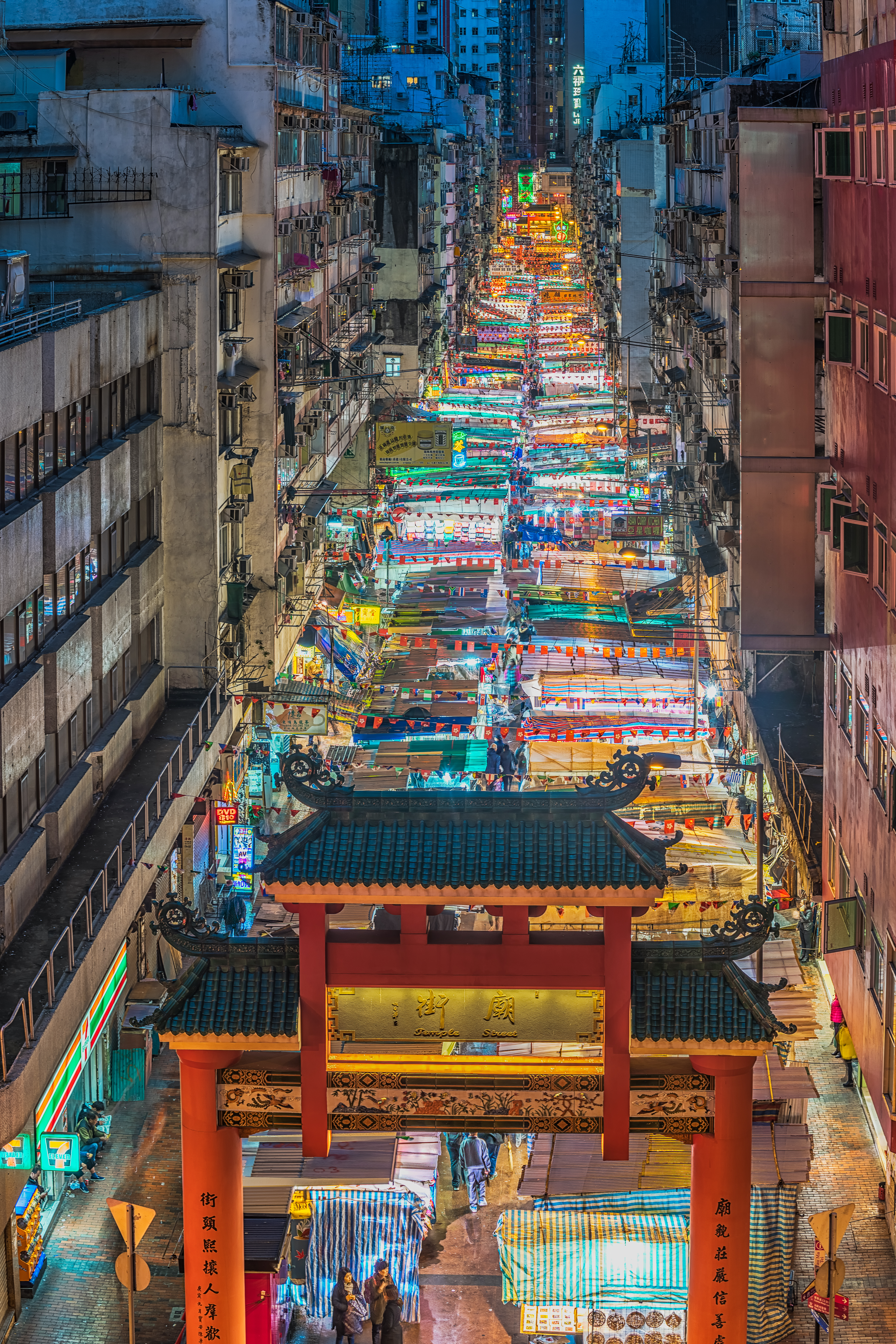
廟街

- 男人街（中国語版、広東語版） (廟街, Temple St.)
  - 17時頃から深夜までナイトマーケットが開かれており、男物の衣料品が多い。
- 天后廟
- シティービュー・ホテル (The Cityview Hotel)
- 広華医院 (Kwong Wah Hospital)
- 中華書局（香港）（中国語版）
- 碧街（中国語版、広東語版）
- 登打士街（中国語版、広東語版）
- 家楽坊（中国語版）
  - イオンスタイル旺角店
- 砵蘭街（中国語版、広東語版）
- 彌敦道
- ウォータールー・ロード

## 隣の駅
香港鉄路
■観塘線
何文田駅 - 油麻地駅 - 旺角駅
■荃湾線
佐敦駅 - 油麻地駅 - 旺角駅